# Apple Blossom (Rose)
Die Rosensorte ‘Apple Blossom’ (syn. ‘Blush Rambler’) ist eine zartrosafarbene Rambler-Rose, die von Luther Burbank gezüchtet und erst sechs Jahre nach seinem Tod 1932 in den amerikanischen Markt eingeführt wurde. Die Rosensorte stammt von der 1888 von Jackson T. Dawson gezüchteten, pinkfarbenen Rosa-Multiflora-Hybride ‘Dawson’ und einer unbekannten Büschelrose (Rosa multiflora) ab. Die Züchtung wurde am 30. Juni 1932 von der Witwe Burbanks, Elizabeth Water Burbank, beim amerikanischen Patentamt angemeldet und am 16. Mai 1933 als Patent Nr. PP65 eingetragen.

## Ausbildung und Standort
Die hoch aufwachsende, stark rankende Rose ‘Apple Blossom’ bildet einen kräftigen, robusten Strauch aus. Die Pflanze wird etwa 300 cm bis maximal 500 cm hoch und 150 bis 300 cm breit. Die in zahlreichen großen Büscheln angeordneten, zartrosafarben Blüten mit einer helleren Blütenmitte werden aus fünf bis acht, meist leicht gekräuselten Petalen gebildet. Sie formen eine 3 bis 5 cm große, einfache Rosenblüte aus. Die zunächst kräftig rosa gefärbte Rosenknospe öffnet sich später zu einer schalenförmigen bis flachen, etwas zartrosafarbenen Blüte, in deren Mitte die hellgelben Staubgefäße sichtbar werden.
Die Rosensorte besitzt 4 bis 7 cm große, gelegentlich runzelige Blätter. Das junge Laub erscheint zunächst hellgrün an langen, biegsamen Trieben, die nur spärlich mit Stacheln besetzt sind. Später bildet das matte, dunkelgrüne Laub einen intensiven Farbkontrast zu den zahlreichen rosaweißen Blütenbüscheln. Die Rosensorte ‘Apple Blossom’ ist durch einen leichten, fruchtigen Duft charakterisiert.
Die einmalblühende Rosensorte ist ausgesprochen winterhart (USDA-Klimazone 5b bis 9b). Sie blüht im Früh- und Hochsommer mit einer gelegentlichen Nachblüte und ist resistent gegenüber den bekannten Rosenkrankheiten.
Die Rose ‘Apple Blossom’ gedeiht bevorzugt auf durchlässigem Boden an sonnigen bis halbschattigen Standorten, verträgt jedoch auch Schatten. Die Rose wird häufig als Kletterrose bis zu einer Wuchshöhe von 5 Metern gezogen. Sie eignet sich zur Berankung alter Bäume, Bepflanzung von Pergolen, Rosenbögen, naturnahen Gärten und Bauerngärten, als Hintergrundbepflanzung von Blumenrabatten sowie zur Begrünung von Mauern. Aufgrund der Vielzahl von Blüten mit offenliegenden Staubgefäßen ist diese Rambler-Rose für Bienen besonders wertvoll.
Die Rosensorte wird in vielen Rosarien und historischen Gartenanlagen, unter anderem im Rosarium der Stadt Uetersen (Schleswig-Holstein), in Kassel-Wilhelmshöhe (Hessen), im Rosengarten des Alten Friedhofs in Erndtebrück (Nordrhein-Westfalen), im Rosenpark Reinhausen (Niedersachsen), im Parc de Bagatelle (Frankreich), im Brooklyn Botanic Garden (New York), im San Jose Heritage Rose Garden (Kalifornien), im Carla Fineschi Foundation Rose Garden und Museo Giardino della Rosa Antica (Italien) sowie im Victoria State Rose Garden (Australien) gezeigt.

## Namensgebung
Aufgrund der Ähnlichkeiten der Rosenblüte zum Aussehen einer Apfelblüte benannte der bekannte Obst- und Zierbaumzüchter Luther Burbank eine seiner wenigen Rosenzüchtungen ‘Apple Blossom’.
Der Name Apple Blossom wird darüber hinaus für zahlreiche andere Rosenzüchtungen verwendet, unter anderem für eine 1997 von Werner Noack gezüchtete, hellrosafarbene Strauchrose (auch bekannt als ‘Sommermelodie’, ‘Appleblossom Flower Carpet’, ‘Mareva’ und ‘NOAmel’), für eine 1906 von Cooling & Son in England gezüchtete, hellrosafarbene Teehybride, für eine 1907 von Wirtz & Eicke in Deutschland gezüchtete, hellrosafarbene Polyantha-Rose sowie für eine von Frank L. Rietmuller 1959 in Australien gezüchtete, pink-weiße Strauchrose ‘Chip‘s Apple Blossom’.